# Wildwissel Terlet
Wildwissel Terlet is een natuurbrug, of ecoduct over de A50 tussen Apeldoorn en Arnhem vlak bij buurtschap Terlet. Het is in 1988 tegelijk met Wildwissel Woeste Hoeve geopend bij de opening van de A50 tussen knooppunt Waterberg en de afrit Hoenderloo. Hiermee zijn deze twee ecoducten de oudste van Nederland. Het ecoduct overspant naast de A50 ook de Apeldoornseweg en vormt een verbinding voor het wild op de Veluwe. De verbinding maakt deel uit van de ecologische hoofdstructuur van Nederland.